# Semejnoje stjastje
Semejnoje stjastje (russisk: Семейное счастье) er en sovjetisk spillefilm fra 1969 af Sergej Solovjov, Aleksandr Sjejn og Andrej Ladynin.

## Medvirkende
- Alisa Freindlikh som Anna Kapitonova
- Vjatjeslav Tikhonov som Kapitonov
- Nikolaj Burljaev som Sjjupaltsev
- Andrej Mironov som Fjodor Sigaev
- Valentin Gaft